# Schizopyge dainellii
Schizopyge dainellii es una especie de peces de la familia
Cyprinidae en el orden de los Cypriniformes.

## Hábitat
Es un pez de agua dulce y de clima subtropical.

## Distribución geográfica
Se encuentran en Asia.